# Napothera crassa
La ratina montana (Gypsophila crassa sinónimo Napothera crassa) es una especie de ave paseriforme de la familia Pellorneidae endémica de Borneo.

## Distribución y hábitat
Es endémica de las montañas de la isla de Borneo. Su hábitat natural son los bosques húmedos tropicales de montaña.